# Labergement-Sainte-Marie
Labergement-Sainte-Marie ist eine französische Gemeinde mit 1.257 Einwohnern (Stand: 1. Januar 2022) im Département Doubs in der Region Bourgogne-Franche-Comté.

## Geographie
Labergement-Sainte-Marie liegt auf 862 m über dem Meeresspiegel, etwa 15 Kilometer südsüdwestlich der Stadt Pontarlier (Luftlinie). Das Dorf erstreckt sich im Jura, in einer offenen Längsmulde am Oberlauf des Doubs, zwischen den Seen Lac de Saint-Point und Lac de Remoray.
Die Fläche des 22,12 km² großen Gemeindegebiets umfasst einen Abschnitt des französischen Juras. Der zentrale Teil des Gebietes wird vom Becken von Labergement (850 m) eingenommen, das gemäß der Streichrichtung des Faltenjuras in dieser Region in Richtung Südwest-Nordost orientiert ist. Das rund 2 km breite Talbecken wird vom Doubs entwässert, der von Südosten aus einem klusartigen Tal eintritt und danach mit zahlreichen Mäandern nach Nordosten zum Lac de Saint-Point fließt. Der flache Talboden ist weitgehend vermoort und umfasst auch den Lac de Remoray, dessen Abfluss Taverne und den aus Osten kommenden Blanc Bief.
Flankiert wird das Talbecken von Labergement von überwiegend bewaldeten Höhenrücken: im Süden vom Mont de la Croix (bis 1000 m), im Osten vom Rochat (1025 m) und der Fuvelle, an der mit 1054 m die höchste Erhebung von Labergement-Sainte-Marie erreicht wird, und im Nordwesten von der Grand-Côte (bis 980 m). Nach Norden erstreckt sich das Gemeindeareal in das Becken von Derrière le Mont und bis zum Bois du Lac, einer Anhöhe westlich des Lac de Saint-Point, sowie zum Bois de Chargebin (1040 m) im äußersten Nordwesten. Das Gemeindegebiet ist Teil des Regionalen Naturparks Haut-Jura (frz.: Parc naturel régional du Haut-Jura).
Zu Labergement-Sainte-Marie gehören der Ort Granges-Sainte-Marie (858 m) am östlichen Rand des Talbeckens am Blanc Bief sowie verschiedene Einzelhöfe. Nachbargemeinden von Labergement-Sainte-Marie sind Vaux-et-Chantegrue, Malpas, Saint-Point-Lac und Malbuisson im Norden, Saint-Antoine im Osten, Fourcatier-et-Maison-Neuve, Rochejean und Brey-et-Maison-du-Bois im Süden sowie Remoray-Boujeons im Westen.

## Geschichte
Der Ursprung der Besiedlung des Gebietes liegt in der Gründung des Zisterzienserklosters Mont-Sainte-Marie im Jahr 1196. Die Mönche des Klosters machten die Gegend urbar, so dass sich bald erste Bauernsiedlungen entwickelten. Im Mittelalter bildete Mont-Sainte-Marie zusammen mit Rochejean eine kirchlich-weltliche Herrschaft. Während des Dreißigjährigen Krieges wurde Labergement schwer in Mitleidenschaft gezogen. Zusammen mit der Franche-Comté gelangte das Dorf mit dem Frieden von Nimwegen 1678 an Frankreich.
Im Zuge der Französischen Revolution wurde das Kloster aufgehoben. Zu Beginn des 18. Jahrhunderts war Labergement Standort einer Nagelschmiede. Mehrmals wurde das Dorf von Großbränden heimgesucht, vor allem 1825 und 1898. Im Jahr 1882 wurde Labergement offiziell in Labergement-Sainte-Marie umbenannt. Durch eine Trambahn, welche von Pontarlier via Mouthe nach Foncine-le-Haut verkehrte, wurde der Ort 1900 an das Schienennetz angeschlossen. Der Betrieb wurde jedoch nach dem Zweiten Weltkrieg eingestellt. Noch bedeutender für das Dorf war 1915 der Anschluss an die internationale Eisenbahnstrecke, die von Dijon via Frasne und Vallorbe nach Lausanne führte. Zu einer Gebietsveränderung kam es 1972, als der Nachbarort Granges-Sainte-Marie mit Labergement-Sainte-Marie fusionierte. Heute ist Labergement-Sainte-Marie Mitglied des Gemeindeverbandes Lacs et Montagnes du Haut-Doubs.

## Sehenswürdigkeiten

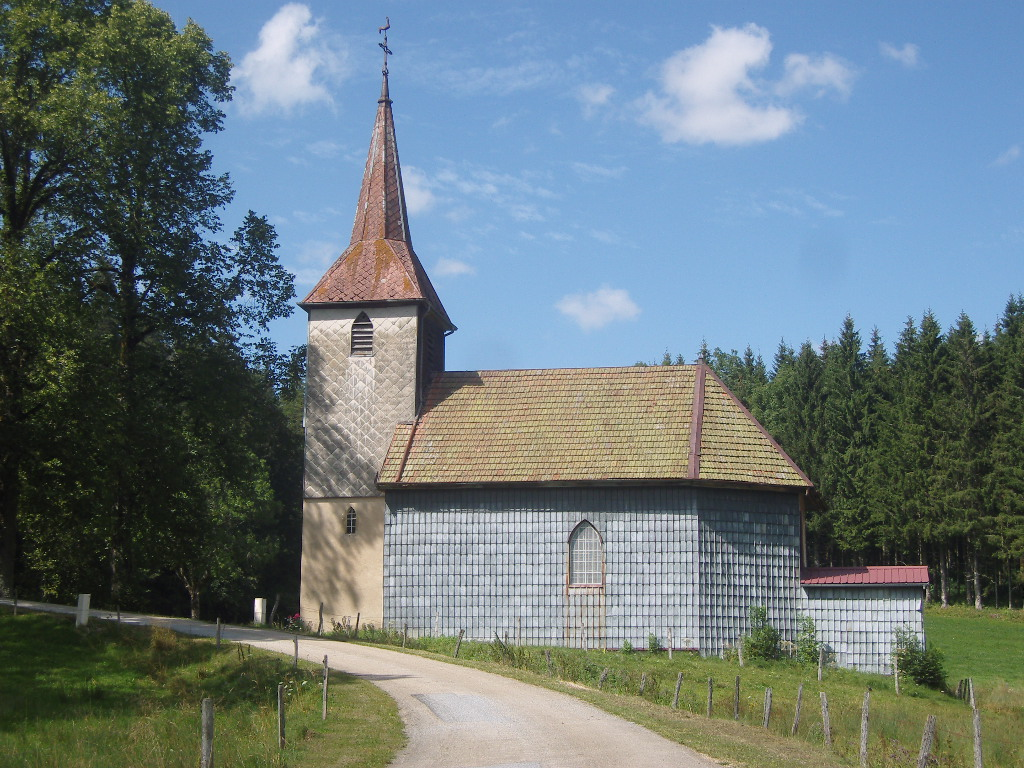
Kapelle Saint-Théodule

Die Pfarrkirche Saint-Théodule wurde von 1848 bis 1869 erbaut. Erhalten sind ferner die Kapelle Saint-Théodule (von 1824) und einzelne Überreste des ehemaligen Zisterzienserklosters aus dem 12. Jahrhundert. Die Schmiede aus dem frühen 19. Jahrhundert ist noch heute in Betrieb. Das Naturschutzgebiet Lac de Remoray bietet ein Besucherzentrum (Maison de la Réserve) mit Ausstellungen.

## Bevölkerung
| Jahr                       | 1962 | 1968 | 1975 | 1982 | 1990 | 1999 | 2006 | 2018 |
| Einwohner                  | 541  | 541  | 565  | 702  | 864  | 920  | 1008 | 1220 |
| Quellen: Cassini und INSEE |      |      |      |      |      |      |      |      |

Mit 1257 Einwohnern (1. Januar 2022) gehört Labergement-Sainte-Marie zu den kleineren Gemeinden des Départements Doubs. Nachdem die Einwohnerzahl in der ersten Hälfte des 20. Jahrhunderts stets im Bereich von rund 420 Personen gelegen hatte, wurde seit Beginn der 1960er Jahre ein deutliches Bevölkerungswachstum verzeichnet.

## Wirtschaft und Infrastruktur
Labergement-Sainte-Marie war bis weit ins 20. Jahrhundert hinein ein vorwiegend durch die Landwirtschaft, insbesondere Milchwirtschaft und Viehzucht, sowie durch die Forstwirtschaft geprägtes Dorf. Daneben gibt es heute einige Betriebe des lokalen Kleingewerbes, darunter eine Käserei, Sägereien, ein Elektrizitätswerk und mechanische Werkstätten sowie verschiedene Geschäfte des Einzelhandels. Labergement-Sainte-Marie ist Standort einer Privatschule.
Die Ortschaft ist verkehrstechnisch recht gut erschlossen. Sie liegt an der Departementsstraße D437, die von Pontarlier nach Saint-Laurent-en-Grandvaux führt, und an der Bahnstrecke Dijon–Vallorbe. Weitere Straßenverbindungen bestehen mit Frasne, Jougne, Remoray-Boujeons, Rochejean und Saint-Point-Lac. Labergement-Sainte-Marie besitzt einen Bahnhof an der Eisenbahnlinie von Frasne nach Vallorbe.